# Ṳ́
Cette page contient des caractères spéciaux ou non latins. S’ils s’affichent mal (▯, ?, etc.), consultez la page d’aide Unicode.
Ṳ́ (minuscule : ṳ́), appelé U tréma souscrit accent aigu, est un graphème et une lettre additionnelle de l’alphabet latin utilisée dans l’écriture du kayah, du mindong et du  puxian. Elle est composée d’un U, d’un tréma souscrit et d’un accent aigu.

## Représentations informatiques
Le U tréma souscrit accent aigu peut être représenté avec les caractères Unicode suivants : 
- précomposé (latin étendu additionnel, diacritiques)[1],[2] :

| formes    | représentations | chaînes de caractères | points de code | descriptions                                                     |
| --------- | --------------- | --------------------- | -------------- | ---------------------------------------------------------------- |
| capitale  | Ṳ́               | Ṳ◌́                    | U+1E72 U+0301  | lettre majuscule latine u tréma souscrit diacritique accent aigu |
| minuscule | ṳ́               | ṳ◌́                    | U+1E73 U+0301  | lettre minuscule latine u tréma souscrit diacritique accent aigu |

- décomposé et normalisé NFD (latin de base, diacritiques) :

| formes    | représentations | chaînes de caractères | points de code       | descriptions                                                          |
| --------- | --------------- | --------------------- | -------------------- | --------------------------------------------------------------------- |
| capitale  | Ṳ́               | U◌̤◌́                   | U+0055 U+0324 U+0301 | lettre majuscule u diacritique tréma souscrit diacritique accent aigu |
| minuscule | ṳ́               | u◌̤◌́                   | U+0075 U+0324 0301   | lettre minuscule u diacritique tréma souscrit diacritique accent aigu |